# Zerstörergeschwader 1
Das Zerstörergeschwader 1 war ein Verband der Luftwaffe der Wehrmacht im Zweiten Weltkrieg. Als Zerstörergeschwader verfügte es überwiegend über zweimotorige Jagdflugzeuge wie die Messerschmitt Bf 110 und deren Nachfolgemodelle, die auch als schwere Jäger bezeichnet wurden und als Begleitschutz für Bomberverbände oder als Schlachtflieger eingesetzt wurden. Das Geschwader beteiligte sich am Überfall auf Polen, der Besetzung Dänemarks und Norwegens, dem Westfeldzug, dem Deutsch-Sowjetischen Krieg und dem Afrikafeldzug. Am 16. Juli 1944 wurde es aufgelöst.

## Aufstellung
Das Zerstörergeschwader 1 entstand mit der Bildung der I. Gruppe am 1. Mai 1939 nach dem neuen Benennungsschema der Luftwaffe aus dem am 1. November 1938 in Jüterbog-Damm (Lage) aufgestellten Zerstörergeschwader 141. Aus der I./ZG 141 entstand die I./ZG 1. Die II. Gruppe des ZG 1 bildete sich am 1. Mai 1939 aus der I. Gruppe des Jagdgeschwaders 54 in Fürstenwalde (Lage). Ein Geschwaderstab und eine III. Gruppe wurden nicht aufgestellt. Diese erste Aufstellung des Geschwaders wurde im Juni 1940 wieder aufgelöst.
Am 4. Januar 1942 wurde in Lechfeld (Lage) ein Geschwaderstab Zerstörergeschwader 1 gebildet, in dem der Geschwaderstab des Schnellkampfgeschwaders 210 entsprechend umbenannt wurde. Die I. Gruppe war die ehemalige I. Gruppe des Schnellkampfgeschwaders 210 und die II. Gruppe die ehemalige II. Gruppe des Schnellkampfgeschwaders 210. Eine III. Gruppe entstand neu in Lechfeld aus ehemaligen Aufklärungsfliegern. Zusätzlich entstanden noch eine 10., 11. und 12. Staffel ohne Gruppenstab, eine Panzerjägerstaffel und eine Ergänzungsstaffel.
Vor Kriegsbeginn war das Geschwader noch mit der einmotorigen Messerschmitt Bf 109 ausgestattet, bevor es die zweimotorige Messerschmitt Bf 110 bekam. Deren Nachfolgemodelle Messerschmitt Me 210 und Messerschmitt Me 410 erreichten das Geschwader in der Zeit nach der Neuaufstellung. Die III. Gruppe flog mit der Junkers Ju 88C, einer Nachtjagdvariante dieses Flugzeugmusters. Die Geschwaderkennung war 2N und bei der zweiten Aufstellung S9.

## Gliederung
Der Geschwaderstab führte am 1. September 1939 die I. bis II. Gruppe die wiederum in Staffeln unterteilt waren. Die 1. bis 3. Staffel gehörte der I. Gruppe und die 4. bis 6. Staffel der II. Gruppe an. Jede Staffel, geführt durch einen Staffelkapitän, war in drei Schwärme mit je zwei Rotten zu je zwei Flugzeugen unterteilt. Daraus ergab sich eine Sollstärke der Zerstörergruppe von 36 Flugzeugen in den drei Staffeln + 4 Flugzeuge für den Gruppenkommandeur und seinen Stab. Dies ergab bei zwei Zerstörergruppen eine Sollstärke von 80 Flugzeugen, + 4 Flugzeuge für den Geschwaderkommodore und seinen Stab. Daraus ergab sich eine Sollstärke von 84 Flugzeugen.

## Geschichte

### Überfall auf Polen
Die I. und II. Gruppe des Zerstörergeschwaders 1 waren bei Beginn des Überfalls auf Polen der 1. Fliegerdivision der Luftflotte 1 unterstellt.
Die I. Gruppe verfügte über das neue Flugzeugmuster Messerschmitt Bf 110 C-1, einem Flugzeug mit je zwei Motoren Daimler-Benz DB 601 B-1 mit je 1100 PS, einer Höchstgeschwindigkeit von 560 km/h, einer Reichweite unter optimalen Bedingungen von 1300 km und vier 7,92-mm-MG 17, zwei 20-mm-MG FF/M in der Nase und ein bewegliches 7,92-mm-MG 15 im Kanzelheck. Sie lag auf dem Fliegerhorst Mackfitz. (Lage) und flog überwiegend Begleitschutzeinsätze für die Kampf- und Sturzkampfverbände oder führte Tieffliegereinsätze im Bereich der 4. Armee der Heeresgruppe Nord durch. Am Morgen des 1. September standen ihr 32 Flugzeuge zur Verfügung, davon 27 einsatzbereit.
Die II. Gruppe, die mit 48 Messerschmitt Bf 109 E-1 und E-3 ausgestattete war, da nicht genügend Messerschmitt Bf 110 zur Verfügung standen, hatte ihre Basis auf dem Fliegerhorst Frankfurt/Oder. (Lage) und kam nicht zum Einsatz.

### Besetzung Dänemarks und Norwegen
Die I. Gruppe nahm anschließend an der Besetzung von Dänemark und Norwegen teil. Vom Fliegerhorst Marx (Lage) nahm sie am frühen Morgen des 9. April 1940, zusammen mit dem Kampfgeschwader 4 an einem Demonstrationsflug über die dänische Hauptstadt Kopenhagen teil. Anschließend flog sie einen Luftangriff auf die dänische Luftwaffenbasis in Værløse, bei dem mehrere Fokker D.XXI und Fokker C.V zerstört wurden. Anschließend wechselte sie auf den Fliegerhorst Aalborg und beteilige sich an der Abwehr von Luftangriffen des britischen Bomber Command, bei dessen Einflügen über die Nordsee.

### Westfeldzug
Vom 10. Mai 1940 bis zum 25. Juni nahm das Geschwader am Westfeldzug teil. Dazu war es dem Jagdfliegerführer 2 der Luftflotte 2 unterstellt. Während die I. Gruppe am 10. Mai mit 35 Messerschmitt Bf 110, davon 22 einsatzbereit in Kirchhellen (Lage) lag, startete die II. Gruppe mit 36 Bf 110, davon 26 einsatzbereit von Gütersloh (Lage) aus zu den Einsätzen.
Erste Einsätze des Geschwaders dienten der Ausschaltung der niederländischen Luftwaffe während der Schlacht um die Niederlande. Anschließend wehrte das Geschwader Luftangriffe des britischen Bomber Command auf Waalhaven und den Albert-Kanal ab. Mehrere Bristol Blenheim Bomber der No. 600 Squadron, No. 18 Squadron und der No. 53 Squadron wurden dabei abgeschossen. In den folgenden Tagen griff das Geschwader Militärflugplätze der niederländischen Luftwaffe in Haamstede, Vlissingen und Oostvoorne an.
In den folgenden Tagen verlagerte sich der Kampfraum des Geschwaders auf belgisches Gebiet. In der Schlacht um Belgien, kam es häufig zu Luftkämpfen mit britischen Bomber- und Jagdfliegereinheiten die vom nahen Vereinigten Königreich aus in die Kämpfe eingriffen. Auch bekämpfte das Geschwader in der Schlacht um Dünkirchen die Evakuierung alliierter Soldaten nach Großbritannien. Inzwischen lag die I. Gruppe in Norrent-Fontes (Lage), im besetzten französischen Gebiet, während die II. Gruppe von Trier-Euren (Lage) aus operierte.
Nach Beendigung des Westfeldzuges wurde die I. Gruppe in I./Nachtjagdgeschwader 1 umbenannt. Die II. Gruppe erhielt die neue Bezeichnung III./Zerstörergeschwader 76.

### Deutsch-Sowjetischer Krieg
1942
Am 4. Januar 1942 wurde das Schnellkampfgeschwader 210 mit der I. und der II. Gruppe in Zerstörergeschwader 1 mit der I. und II. Gruppe umbenannt. Der Geschwaderstab und die I. Gruppe lagen zu dieser Zeit in Lechfeld, die II. Gruppe in Briansk im vom NS-Staat besetzten Teil Russlands. Der Stab und die beiden Gruppen waren mit der Messerschmitt Bf 110 ausgestattet, überwiegend in der Version F-2. Die III. Gruppe bildete sich im Januar 1942 ebenfalls in Lechfeld aus ehemaligen Nahaufklärungsstaffeln. Sie war mit der Messerschmitt Bf 109E-7 ausgestattet.
Die II. Gruppe war dem VIII. Fliegerkorps, im Mittelabschnitt der Ostfront unterstellt. Sie war im Brennpunkt der Schlacht um Moskau eingesetzt, und stemmte sich gegen die Rschew-Wjasmaer Operation der Roten Armee zur Befreiung der westlich von Moskau gelegenen Gebieten. Obwohl aufgrund des Wetters nicht immer geflogen werden konnte, fiel am 3. Februar der Gruppenkommandeur Hauptmann Rolf Kaldrack, als er mit seiner Messerschmitt Bf 110E-1 (Geschwaderkennung S9+IC) mit einer MiG-1 in der Luft kollidierte und bei Bassary abstürzte. Er erhielt postum das Eichenlaub zum Ritterkreuz. Sein Nachfolger, Hauptmann Walter Poka von Pokavalva wurde am 7. März mit seiner Messerschmitt Bf 110E-2 (Geschwaderkennung S9+CM) von einem Flugabwehrgeschütz bei Staritsa, ca. 47 km nordöstlich von Rshew abgeschossen. Im März verlegte die II. Gruppe nach Lechfeld um aufgefrischt zu werden. Die III. Gruppe erhielt jetzt ebenfalls die Messerschmitt Bf 110.
Im Mai 1942 verlegte der Geschwaderstab und die I. bis III. Gruppe zurück in die Sowjetunion und wurden dem VIII. Fliegerkorps der Luftflotte 4 im Südabschnitt der Ostfront unterstellt. Das gesamte Geschwader lag auf dem Fliegerhorst Belgorod. (Lage) Insgesamt 118 Messerschmitt Bf 110 in verschiedenen Varianten standen Ende Mai zur Verfügung.
Nach Beginn der großen Sommeroffensive der Heeresgruppe Süd am 28. Juni 1942 war es an den Brennpunkten des Vormarsches der 4. Panzerarmee und der 6. Armee eingesetzt. Insbesondere bei den Kämpfen in der Schlacht um Stalingrad erlitt das Geschwader schwere Verluste. So verlor das Geschwader am 2. September drei Bf 110 beim Luftkampf mit sowjetischen Jagdflugzeugen vom Typ Jak-1 des 220. Jagdfliegerregiments. Nachdem die Rote Armee ab dem 19. November in der Operation Uranus bezeichneten Gegenoffensive die deutsche 6. Armee eingekesselt hatte, sollte diese über den Luftweg versorgt werden. Dem Zerstörergeschwader 1 mit dem Stab, der I. und II. Gruppe fiel die Aufgabe des Begleitschutzes der langsamen und schwerfälligen Transportflugzeugen zu.
Insgesamt verlor die I. Gruppe von August bis Dezember 1942 51 Flugzeuge total, während die II. Gruppe 63 Flugzeuge abschreiben musste. Die Zahl der ausgefallenen Besatzungen war indes etwas weniger hoch.
1943
Zu Anfang des Jahres 1943 lag der Geschwaderstab in Dnepropetrowsk, die I. Gruppe in Krasnodar (Lage) und die II. Gruppe in Schachty (Lage) im Süden der Ostfront. Dort waren sie dem VIII. Fliegerkorps der Luftflotte 4 unterstellt. Beide Gruppen und der Geschwaderstab waren mit der Messerschmitt Bf 110 in den Ausführungen C, D, E, und F ausgerüstet.
Anfangs deckte das Geschwader die Rückzüge aus dem Donbogen und dem Kaukasus und griff immer wieder in die Bodenkämpfe ein. Ab März verlegte es in den Raum um Charkow, wo die Schlacht um Charkow tobte und die Rote Armee das bereits befreite Charkow wieder verlor. Im März verließ der Geschwaderstab den östlichen Kriegsschauplatz und im April die II. Gruppe, sodass nur die I. Gruppe weiterhin dort blieb.
Anfang Mai wechselte die I. Gruppe zur 1. Flieger-Division der Luftflotte 6 in den Mittelabschnitt der Ostfront. Dort war sie in Orel-Ledna (Lage) stationiert und nahm in Abschnitt der 9. Armee am Unternehmen Zitadelle teil. Dabei schoss die sowjetische Flak am 14. Juli den Gruppenkommandeur Hauptmann Wilfried Hermann mit seiner Messerschmitt Bf 110G-2 (Geschwaderkennung S9+FB) bei Krapiwna ab.
Anschließend verlegte die I. Gruppe nach Wunstorf und Bad Lippspringe, wo sie in die I. Gruppe des Zerstörergeschwaders 26 umbenannt wurde.

### Mittelmeerraum 1942/43

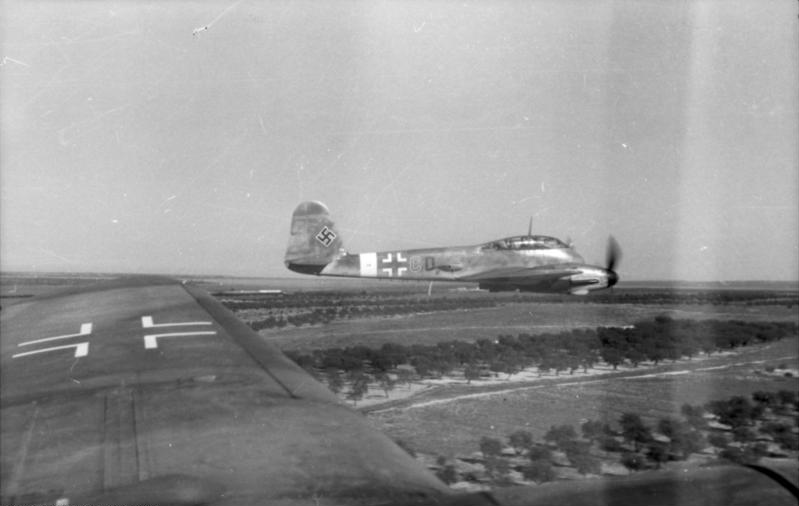
Messerschmitt Me 210 der III. Gruppe in Nordafrika

Die III. Gruppe des Geschwaders verlegte im August 1942 nach Ägypten auf den Fliegerhorst Bir el Abd. (Lage) Dort war sie dem Fliegerführer Afrika der Luftflotte 2 unterstellt. Die Umrüstung von der einmotorigen Messerschmitt Bf 109 auf die zweimotorige Messerschmitt Bf 110 war gerade angelaufen. In dieser Zeit wurde der Gruppenkommandeur Hauptmann Roland Bohrt mit seiner Messerschmitt Bf 109E (Geschwaderkennung S9+AD) östlich von El Alamein abgeschossen und schwer verwundet. Er erlag seinen Verletzungen am 9. September.
Anschließend, ab Oktober 1942, wechselte sie auf den italienischen Militärflugplatz Trapani (Lage) wo sie bis zum Juni 1943 beheimatet war. Ihre Befehle erhielt sie in dieser Zeit vom II. Fliegerkorps der Luftflotte 2. Anschließend verlegte sie auf den Platz Castelvetrano von wo sie aus gegen alliierte Bomberverbände eingesetzt wurde, bis sie im September 1943 nach Vörden in Deutschland ging und dort in die II. Gruppe des Zerstörergeschwaders 26 umbenannt wurde
Ab Oktober 1942 erhielt die III. Gruppe die neue Messerschmitt Me 210A-1 zugeteilt. Im Vergleich zur bisher verwendeten Messerschmitt Bf 110 leisteten ihre zwei DB 601-Motoren etwa 660 PS mehr, bei ähnlicher Höchstgeschwindigkeit aber stärkerer Bewaffnung. Insgesamt standen 2 × 20-mm-MG 151/20 und 2 × 7,92-mm-MG 17 im Bug, sowie 2 × 13-mm-MG 131 in fernbedienten seitlichen Lafetten zur Verfügung. Im Juni 1943 kamen die ersten Messerschmitt Me 410A-1 an, deren zwei 12-Zylinder-V-Motoren Daimler-Benz DB 603 A insgesamt 3500 PS leisteten, 800 PS mehr als das Vorgängermodell. Damit ließ sich eine Höchstgeschwindigkeit von 624 km/h (etwa 80 km/h mehr) erreichen, bei verbesserter Bewaffnung.
Die II. Gruppe ging ab April 1943 ebenfalls nach Trapani. Sie war mit der Messerschmitt Bf 110G-2 ausgestattet. Ab Mai in Pomigliano d’Arco behorstet verlegte sie im Juni nach Montecorvino Rovella, bevor sie im August in das deutschbesetzte Frankreich wechselte.

### Nordatlantik 1943/44
Im August 1943 verlegte der Geschwaderstab zum Fliegerführer Atlantik in den Bereich der Luftflotte 3 nach Lorient (Lage) in Westfrankreich. Im Oktober entstand in Lorient durch die Umbenennung der V. Gruppe des Kampfgeschwaders 40 eine neue I. Gruppe des Zerstörergeschwaders 1. Die II. Gruppe war schon seit dem 5. August in Lanveoc-Poulmic stationiert, ging aber im November nach Wels in Österreich. Die III. Gruppe entstand neu auf dem Fliegerhorst Bordeaux-Merignac (Lage) und war dem Jagdfliegerführer Bordeaux unterstellt.
Der Geschwaderstab, die I. und die III. Gruppe erhielten ab Oktober 1943 die Junkers Ju 88, mehrheitlich in der Ausführung C-6. Diese Ausführung war als schwerer Jäger/Zerstörer konzipiert und verfügte über zwei Junkers-V12-Motoren Jumo 211 J mit je 1420 PS Startleistung, die ihm eine Höchstgeschwindigkeit von 500 km/h verliehen. Die Bewaffnung bestand aus einer 20-mm-Kanone MG FF/M und drei Maschinengewehre MG 17 im Rumpfbug, zwei beweglichen MG 81 oder ein MG 131 zur Verteidigung nach hinten oben feuernd und ein bewegliches MG 81 Z zur Verteidigung nach hinten unten.
Ihre Hauptaufgabe war die Fernjagd auf britische Bomber, die in der Biskaya deutsche U-Boote zunehmend angriffen und versenkten. Manchmal sicherten sie auch Küstengeleite oder Blockadebrecher aus der Luft ab. So fiel am 8. Oktober der Gruppenkommandeur der II. Gruppe, Hauptmann Karl-Heinrich Matern, als seine Messerschmitt Bf 110G-2 (Geschwaderkennung S9+RP), über dem Nordatlantik, 200 km nordwestlich von Brest, von einer britischen Spitfire abgeschossen wurde. Er erhielt posthum das Ritterkreuz des Eisernen Kreuzes. Am 10. März 1944 begleiteten Teile des Geschwaders das japanische U-Boot I-29, das den Hafen von Lorient anlief. Dabei griffen britische Mosquitos der 157 Squadron an und schossen die Junkers Ju 88C-6 (Geschwaderkennung 2N+AA) des Geschwaderkommodore Oberstleutnant Lothar Janson ab. Janson blieb vermisst.
Nach der Auflösung der Dienststelle des Fliegerführers Atlantik, traten der Geschwaderstab, die I. und die III. Gruppe zum Fliegerführer West des II. Fliegerkorps. Nach der Landung der Alliierten an der Normandieküste begann für das Geschwader ab August der Rückzug auf Fliegerhorste in der Heimat.

### Reichsluftverteidigung 1943/44
Die II. Gruppe lag ab November 1943 in Wels (Lage) und war der 7. Jagddivision des I. Jagdkorps der Luftflotte Reich unterstellt. Mit ihren Messerschmitt Bf 110G-2, die mit einer Bewaffnung von zwei 30-mm-MK 108 im Rumpfbug oben, darunter zwei 20-mm-MG 151/20 und ein bewegliches 7,92-mm-Zwillings-MG MG 81 Z im Kanzelheck antraten, sollten sie den schweren US-amerikanischen Bombern der 8. US-Luftflotte und der 15. US-Luftflotte entgegentreten. In der Realität kamen sie nur schwer an die Bomber ran, da diese von Begleitjägern geschützt wurden, die der Bf 110 in Geschwindigkeit und Wendigkeit überlegen waren. Aufgrund dessen erhielt die II. Gruppe ab Juli 1944 die Messerschmitt Bf 109 als Standardflugzeug. Im Mai 1944 war sie dem Jagdfliegerführer Ostmark zugeteilt.

### Auflösung 1944
Der Geschwaderstab wurde am 16. Juli in Salzwedel (Lage) aufgelöst. Die I. Gruppe erhielt in Salzwedel am 16. Juli die Umbenennung in II. Gruppe des Jagdgeschwaders 4, während die II. Gruppe in Wels in die III. Gruppe des Jagdgeschwaders 76 umfirmierte. Die III. Gruppe erhielt in Alteno die neue Bezeichnung III./Jagdgeschwader 4.

## Kommandeure

### Geschwaderkommodore
| Dienstgrad     | Name                  | Zeit                                             |
| -------------- | --------------------- | ------------------------------------------------ |
| Major          | Arved Crüger          | 4. Januar 1942 bis 12. März 1942                 |
| Hauptmann      | Ullrich Diesing       | 12. März 1942 bis 21. September 1942             |
| Major          | Ralph von Rettberg    | 30. September 1942 bis 8. Dezember 1942          |
| Major          | Paul-Friedrich Darjes | 9. Dezember 1942 bis 1. Mai 1943                 |
| Major          | Joachim Blechschmidt  | in Vertretung, 19. Juni 1943 bis 13. Juli 1943 † |
| Oberstleutnant | Lothar Janson         | 4. November 1943 bis 10. März 1944 †             |
| Oberstleutnant | Erich von Selle       | 1. Mai 1944 bis 16. Juli 1944                    |

### Gruppenkommandeure
I. Gruppe
- Major/Oberstleutnant Joachim-Friedrich Huth, 1. Mai 1939 bis 13. Dezember 1939[51]
- Hauptmann Siebelt Reents, 16. Dezember 1939 bis 19. Februar 1940[52]
- Hauptmann Wolfgang Falck, 19. Februar 1940 bis 18. Juli 1940[53]
- Hauptmann Ullrich Diesing, 4. Januar 1942 bis 3. März 1942[45]
- unbesetzt
- Hauptmann Wolfgang Schenck, 22. April 1942 bis 20. August 1942[54]
- Hauptmann/Major Joachim Blechschmidt, 20. August 1942 bis 19. Juni 1943[48]
- Hauptmann Wilfried Hermann, 29. Dezember 1942 bis 14. Juli 1943 †[55]
- Hauptmann Max Franzisket, 14. Juli 1943 bis 19. Juli 1943 †[56]
- unbesetzt
- Hauptmann August-Wilhelm Bier, 14. August 1943 bis April 1944[57]
- Hauptmann Horst Grahl, April 1944 bis 16. Juli 1944[58]

II. Gruppe
- Major Hellmut Reichardt, 16. Mai 1939 bis 28. September 1939[59]
- unbekannt
- Hauptmann Friedrich-Karl Dickorè, 1. März 1940 bis 26. Juni 1940[60]
- Hauptmann Rolf Kaldrack, 4. Januar 1942 bis 3. Februar 1942 †[61]
- unbesetzt
- Hauptmann Walter Poka von Pokavalva, 1. März 1942 bis 7. März 1942 †[62]
- Oberleutnant Günther Tonne, März 1942 bis August 1942[63]
- unbesetzt
- Hauptmann Gerhard Weyert, 13. November 1942 bis 19. Juni 1943[64]
- Major Heinz Nacke, 19. Juni 1943 bis 2. August 1943[65]
- Hauptmann Karl-Heinrich Matern, 3. August 1943 bis 8. Oktober 1943 †[37]
- Hauptmann Egon Albrecht, 9. Oktober 1943 bis 24. Juli 1944[66]

III. Gruppe
- Hauptmann Wolfgang Schenck, 21. Januar 1942 bis 22. April 1942[54]
- Hauptmann Roland Bohrt, Juni 1942 bis 1. September 1942 †[67]
- Hauptmann Hans Ardelt, 6. September 1942 bis 22. April 1943[68]
- Hauptmann Wilhelm Hobein, September 1942 bis 15. Februar 1943[69]
- Hauptmann Reinhard Hubel, in Vertretung 16. Februar 1943 bis März 1943
- Hauptmann/Major Wilhelm Berlin, 16. Februar 1943 bis 10. Oktober 1943 †[70]
- Hauptmann Eduard Tratt, 10. Oktober 1943 bis 13. November 1943[71]
- unbekannt
- Hauptmann Hans Morr, 7. März 1944 bis 5. August 1944[72]

## Auszeichnungen
Bekannte Träger des Ritterkreuz des Eisernen Kreuzes oder höherer Stufen des Zerstörergeschwaders 1.
| Name                    | Dienstgrad    | Einheit   | Ritterkreuz   | Eichenlaub    |
| ----------------------- | ------------- | --------- | ------------- | ------------- |
| Blechschmidt, Joachim   | Hauptmann     | I./ZG 1   | 17. März 1943 |               |
| Diesing, Ullrich        | Major         | Stab/ZG 1 | 6. Sep. 1942  |               |
| Kaldrack, Rolf †        | Hauptmann     | II./ZG 1  |               | 9. Feb. 1942  |
| Matern, Karl-Heinrich † | Hauptmann     | II./ZG 1  | 9. Okt. 1943  |               |
| Peterburs, Hans         | Oberfeldwebel | 6./ZG 1   | 9. Okt. 1943  |               |
| Scheffel, Rudolf        | Leutnant      | 1./ZG 1   | 29. Okt. 1942 |               |
| Schenck, Wolfgang       | Hauptmann     | I./ZG 1   |               | 30. Okt. 1942 |
| Tratt, Eduard           | Oberleutnant  | I./ZG 1   | 12. Apr. 1942 |               |
| Viedebantt, Helmut      | Oberleutnant  | 5./ZG 1   | 30. Dez. 1942 |               |

## Bekannte Geschwaderangehörige
- Karl Hammes (1896–1939), war ein deutscher Opernsänger (Bariton)
- Rolf Hermichen (1918–2014), war Personaldirektor beim Kaufhaus-Konzern Karstadt AG
- Joachim-Friedrich Huth (1896–1962), war von 1957 bis 1961, als Generalleutnant der Luftwaffe der Bundeswehr, Kommandierender General der Luftwaffengruppe Süd
- Werner Streib (1911–1986), war von 1963 bis 1966, als Brigadegeneral der Luftwaffe der Bundeswehr, im Führungsstab der Luftwaffe